# Мономорфизм
Мономорфи́зм ― морфизм {\displaystyle m:A\to B} категории {\displaystyle {\mathcal {C}}}, такой что из всякого равенства {\displaystyle m\circ f=m\circ h} следует, что {\displaystyle f=h} (другими словами, на {\displaystyle m} можно сокращать слева). Часто мономорфизм из {\displaystyle X} в {\displaystyle Y} обозначают {\displaystyle X\hookrightarrow Y}.
Двойственным к понятию мономорфизм является понятие эпиморфизма. (При этом чтобы морфизм был изоморфизмом, в общем случае недостаточно биморфности — одновременной мономорфности и эпиморфности.)
Мономорфизмы представляют собой категорное обобщение понятия инъективной функции. Иногда эти определения совпадают, но в общем случае мономорфизм не соответствует инъективной функции.

## Связь с обратимостью
Морфизмы, имеющие левый обратный, всегда являются мономорфизмами. Действительно, если {\displaystyle l} — левый обратный к {\displaystyle f} (то есть {\displaystyle l\circ f=\operatorname {id} _{X}}), то:
{\displaystyle f\circ g_{1}=f\circ g_{2}\Rightarrow lfg_{1}=lfg_{2}\Rightarrow g_{1}=g_{2}}.
В то же время не все мономорфизмы имеют левый обратный. Например, в категории групп {\displaystyle \mathbf {Grp} }, если {\displaystyle H} является подгруппой {\displaystyle G}, то вложение {\displaystyle f:H\to G} — всегда мономорфизм, однако левый обратный морфизм  {\displaystyle f:H\to G} существует, только если у {\displaystyle H} есть нормальная дополнительная группа (так как ядро гомоморфизма — нормальная подгруппа). Морфизм {\displaystyle f:X\to Y} является мономорфизмом тогда и только тогда, когда индуцированное отображение {\displaystyle f_{*}:\mathrm {Hom} (Z,X)\to \mathrm {Hom} (Z,Y)}, определённое как {\displaystyle f_{*}h=f\circ h} для морфизмов {\displaystyle h:Z\to X}, инъективно для всех Z.

## Связь с инъективностью
Не в каждой категории можно говорить о том, что морфизму соответствует какая-то функция на множествах, однако это так в конкретных категориях. В любой такой категории «инъективный» морфизм будет мономорфизмом. В категории множеств верно и обратное утверждение, мономорфизмы там в точности соответствуют инъективным функциям. Это верно во многих других естественно возникающих в математике категориях благодаря существованию свободного объекта, порожденного одним элементом. Например, это верно в любой абелевой категории.
Однако это верно не всегда. Например, в категории {\displaystyle \mathbf {Div} } делимых (абелевых) групп с обычными гомоморфизмами групп существуют неинъективные мономорфизмы, например, отображение факторизации {\displaystyle q:\mathbb {Q} \to \mathbb {Q} /\mathbb {Z} }.

## Типы мономорфизмов
Мономорфизм называется регулярным, если он является уравнителем некоторой пары параллельных морфизмов.
Экстремальный мономорфизм — это мономорфизм, который нельзя нетривиальным образом пронести через эпиморфизм, иными словами, если экстремальный мономорфизм представлен в виде {\displaystyle g\circ e} с эпиморфизмом {\displaystyle e}, то {\displaystyle e} — изоморфизм.

## Терминология
Пара терминов «мономорфизм» и «эпиморфизм» впервые начала использоваться Бурбаки, причем они использовали «мономорфизм» как сокращение для фразы «инъективная функция». Сегодня практически все математики, занимающиеся теорией категорий, уверены, что правило сокращения, приведенное выше, — это правильное обобщение понятия инъективной функции. Маклейн попытался провести различие между мономорфизмами — морфизмами в конкретной категории, которым соответствует инъективная функция, и англ. monic maps — мономорфизмами в категорном смысле, однако это так и не вошло во всеобщее употребление.